# レムステルラント
レムステルラント（オランダ語: Lemsterland、西フリジア語: Lemsterlân）は、オランダ北部にかつて存在した基礎自治体（ヘメーンテ。以下、本稿では便宜上「市」と表記する）。2014年にスカルステルラン (Skarsterlân) およびハーステルラン＝スレアト (Gaasterlân-Sleat) の各市と合併し、新しくデ・フリーセ・メーレン市 (De Friese Meren)となった。

## 地区
- バンテハ (Bantega)
- デルフストラホイゼン (Delfstrahuizen)
- エヒテン (Echten)
- エヒテネルブルフ (Echtenerbrug)
- エーステルハ (Eesterga)
- フォレハ (Follega)
- レンメル (Lemmer)
- オーステルゼー (Oosterzee)
- オーステルゼー＝ブーレン (Oosterzee-Buren)